# Geoffrey Kipsang Kamworor
Geoffrey Kipsang Kamworor (født 28. november 1992 i Chepkorio, Kenya) er en kenyansk atletikudøver (langdistanceløber). Han er tredobbelte verdensmester i halvmaraton; første gang i København 2014. Han slog verdensrekorden i halvmaraton ved Copenhagen Half Marathon 2019 med tiden 58,01 minutter.